# Oberseelbach

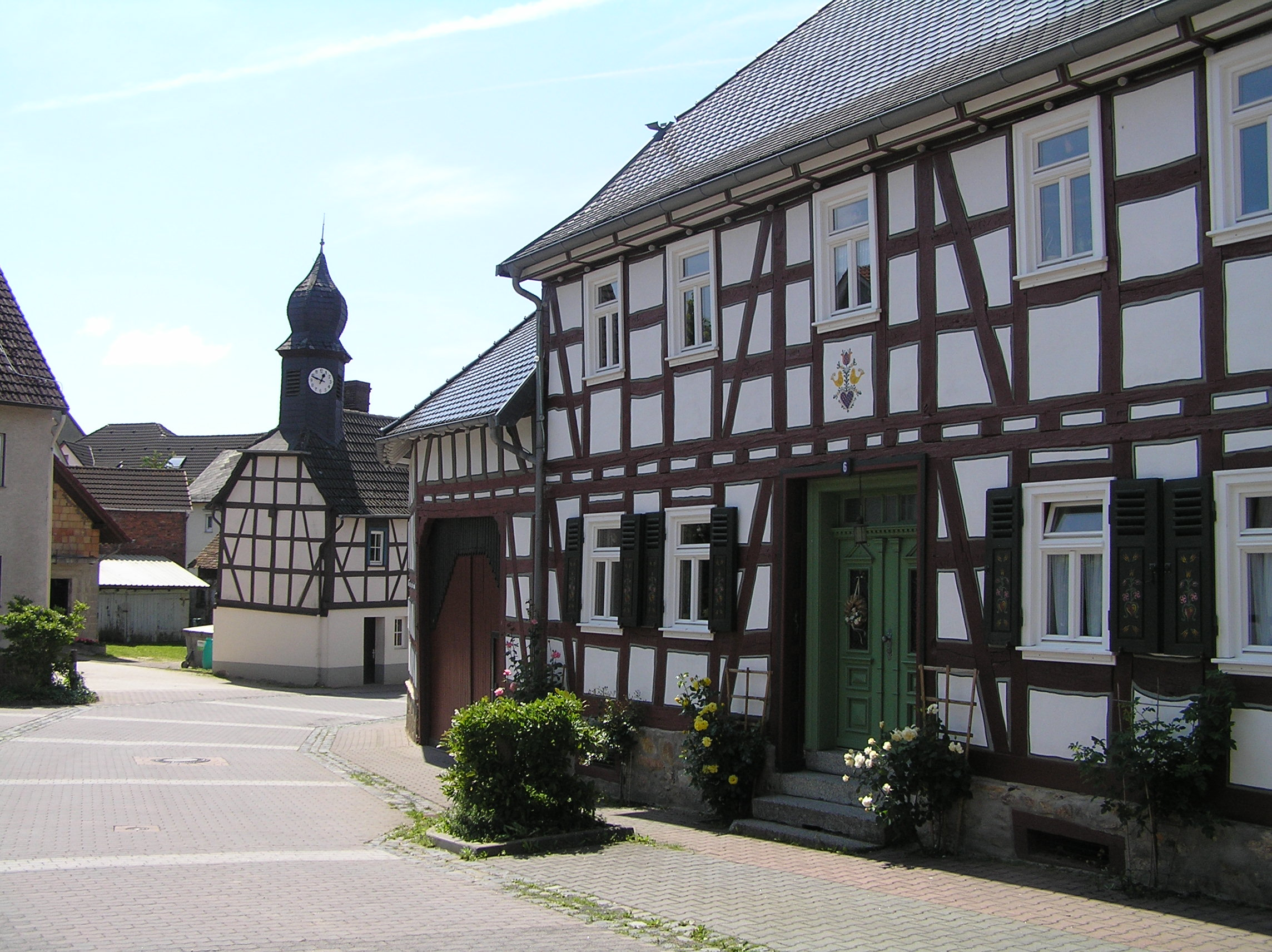
Hofanlage Hauptstraße 6, im Hintergrund Rat- und Backhaus

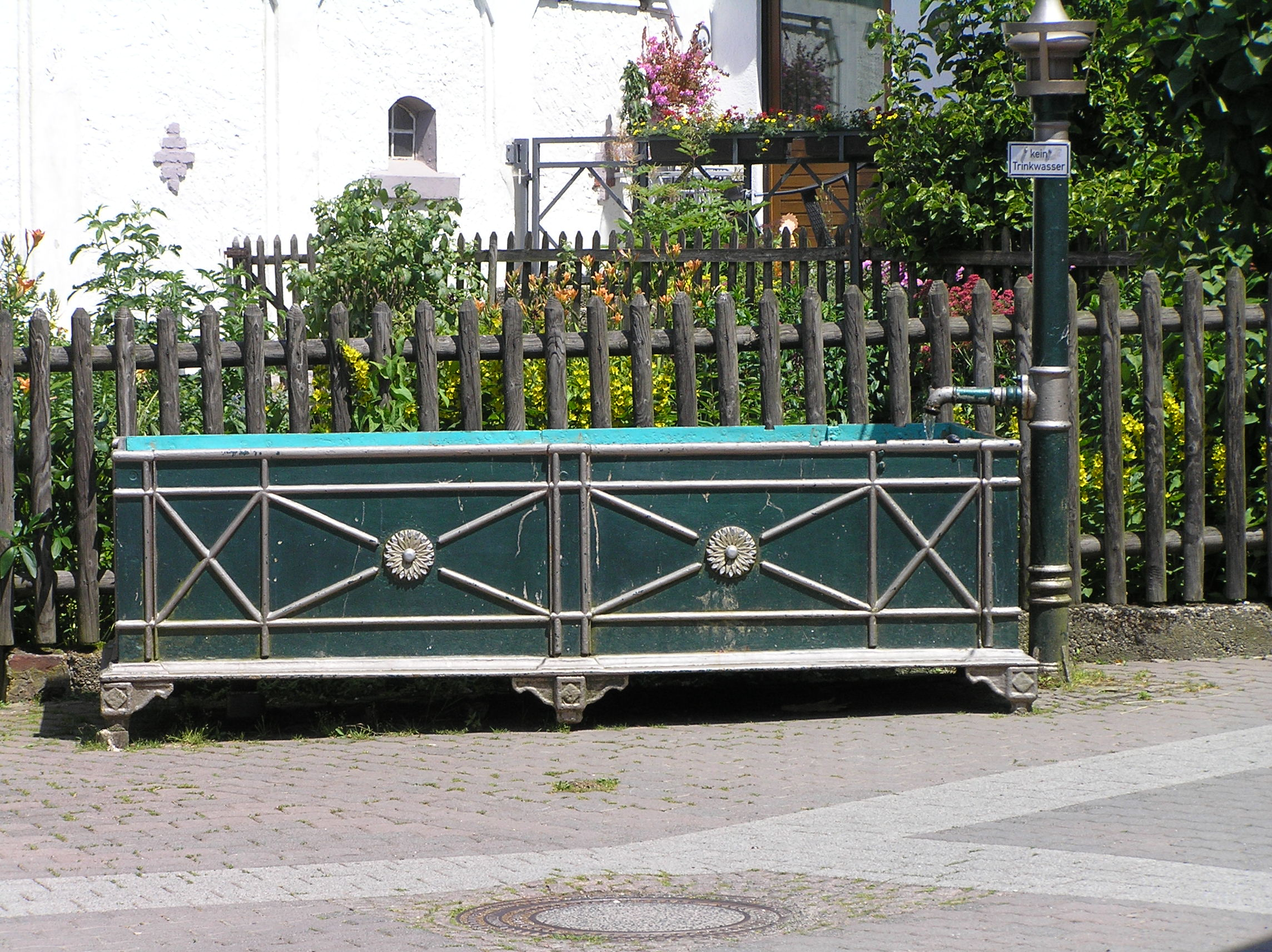
Oberseelbach Brunnen

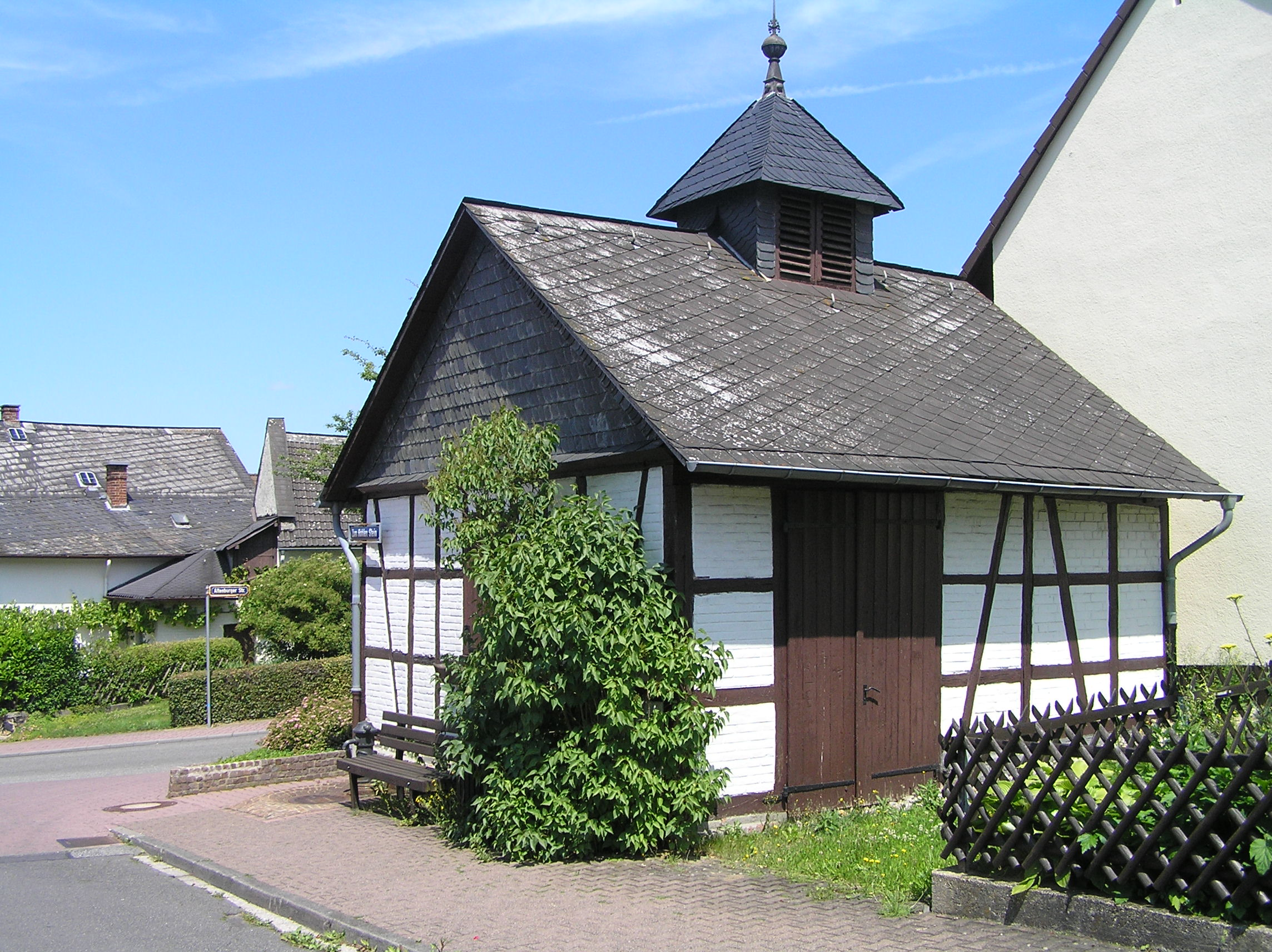
Altes Feuerwehrhaus

Oberseelbach ist seit 1977 ein Ortsteil der Gemeinde Niedernhausen im südhessischen Rheingau-Taunus-Kreis und liegt im Naturpark Rhein-Taunus.

## Geographie
Oberseelbach liegt knapp nördlich des waldreichen Hohen Taunus an einer Straße über den Seelbach, einem von Lenzhahn kommenden linken Zufluss des Daisbachs. Der mit 365 Meter niedrigste Straßenübergang über den Taunushauptkamm und damit über die Wasserscheide zwischen Main und Lahn liegt einen knappen Kilometer nordwestlich der Ortslage auf der Gemarkungsgrenze zu Dasbach, die hier ungefähr dem Verlauf des Limes entspricht.  Der höchste Punkt der Gemarkung liegt südöstlich der Ortslage auf dem Hohlen Stein in 475 Meter Höhe.

## Geschichte
Die älteste erhalten gebliebene urkundliche Erwähnung als superior Selebach im Kopialbuch der Kirche St. Stephan in Mainz datiert aus den Jahren 1226–1239.
Der Seelbach galt lange Zeit als eine Grenze zwischen den Ansprüchen der Grafen von Nassau im Norden und der Herren von Eppstein bzw. später des Mainzer Kurfürstentums im Süden. Je nach Lage der Liegenschaften mussten die Bewohner ihre Abgaben an die eine oder die andere Herrschaft entrichten. Nach dem Dreißigjährigen Krieg sollen ein Haushalt und 14 Überlebende gezählt worden sein.
Zur Zeit des Herzogtums Nassau gehörte Oberseelbach zum Amt Idstein. Nach der Annexion durch Preußen wurde es 1867 dem Untertaunuskreis im Regierungsbezirk Wiesbaden zugeordnet.

### Gebietsreform
Am 1. Januar 1977 wurde die bisher selbständigen Gemeinden Niedernhausen, Engenhahn, Niederseelbach, Oberseelbach und Oberjosbach durch Landesgesetz die neuen Großgemeinde Niedernhausen zusammengeschlossen. Gleichzeitig wurde die Gemeinde Teil des mit selbem Datum neu gegründeten Rheingau-Taunus-Kreises mit der Kreisstadt Bad Schwalbach. Zuvor gehörte Niedernhausen zum Main-Taunus-Kreis. Für Oberseelbach wurde, wie für die anderen Ortsteile, ein Ortsbezirk mit Ortsbeirat und Ortsvorsteher gebildet. Sitz der Gemeindeverwaltung blieb Niedernhausen.

### Bevölkerung
Einwohnerentwicklung
- 1566: 9 Haushaltungen[1]
- 1648: ein Haushalt

| Oberseelbach: Einwohnerzahlen von 1821 bis 2017 | Oberseelbach: Einwohnerzahlen von 1821 bis 2017 | Oberseelbach: Einwohnerzahlen von 1821 bis 2017 | Oberseelbach: Einwohnerzahlen von 1821 bis 2017 | Oberseelbach: Einwohnerzahlen von 1821 bis 2017 |
| --- | ----------------------------------------------- | ----------------------------------------------- | ----------------------------------------------- | ----------------------------------------------- |
| Jahr |                                                 |                                                 |                                                 | Einwohner                                       |
| 1821 | 1821                                            |                                                 | 109                                             | 109                                             |
| 1834 | 1834                                            |                                                 | 148                                             | 148                                             |
| 1840 | 1840                                            |                                                 | 150                                             | 150                                             |
| 1846 | 1846                                            |                                                 | 150                                             | 150                                             |
| 1852 | 1852                                            |                                                 | 156                                             | 156                                             |
| 1858 | 1858                                            |                                                 | 152                                             | 152                                             |
| 1864 | 1864                                            |                                                 | 147                                             | 147                                             |
| 1871 | 1871                                            |                                                 | 146                                             | 146                                             |
| 1875 | 1875                                            |                                                 | 147                                             | 147                                             |
| 1885 | 1885                                            |                                                 | 144                                             | 144                                             |
| 1895 | 1895                                            |                                                 | 132                                             | 132                                             |
| 1905 | 1905                                            |                                                 | 135                                             | 135                                             |
| 1910 | 1910                                            |                                                 | 145                                             | 145                                             |
| 1925 | 1925                                            |                                                 | 166                                             | 166                                             |
| 1939 | 1939                                            |                                                 | 162                                             | 162                                             |
| 1946 | 1946                                            |                                                 | 214                                             | 214                                             |
| 1950 | 1950                                            |                                                 | 235                                             | 235                                             |
| 1956 | 1956                                            |                                                 | 224                                             | 224                                             |
| 1961 | 1961                                            |                                                 | 220                                             | 220                                             |
| 1967 | 1967                                            |                                                 | 361                                             | 361                                             |
| 1970 | 1970                                            |                                                 | 367                                             | 367                                             |
| 1980 | 1980                                            |                                                 | ?                                               | ?                                               |
| 1990 | 1990                                            |                                                 | ?                                               | ?                                               |
| 2000 | 2000                                            |                                                 | ?                                               | ?                                               |
| 2011 | 2011                                            |                                                 | 444                                             | 444                                             |
| 2017 | 2017                                            |                                                 | 612                                             | 612                                             |
| Datenquelle: Historisches Gemeindeverzeichnis für Hessen: Die Bevölkerung der Gemeinden 1834 bis 1967. Wiesbaden: Hessisches Statistisches Landesamt, 1968. Weitere Quellen: ; Zensus 2011 |                                                 |                                                 |                                                 |                                                 |

Religionszugehörigkeit
| • 1885: | 144 evangelische (= 100 %) Einwohner                               |
| • 1961: | 194 evangelische (= 88,18 %), 26 katholische (= 11,82 %) Einwohner |

## Kultur und Sehenswürdigkeiten
Das ortsbildprägende Rat- und Backhaus in der Hauptstraße steht unter Denkmalschutz. Es handelt sich um einen Teil einer im späten 18. Jahrhundert erbauten Baugruppe mit Scheune von 1808. Das Rat- und Backhaus verfügt über ein Sichtfachwerk-Obergeschoss (Ratsstube) über einem niedrigen massiven Erdgeschoss (Backstube). Der Uhrendachreiter mit Zwiebelhaube bildet die auffällige Spitze des Bauwerks. In der Ortsmitte gegenüber befindet sich ein gusseiserner Laufbrunnen aus der Zeit um 1900, der als Kulturdenkmal ausgewiesen ist. Der rechteckige Trog mit Gliederung durch aufgesetzte Stege und Rosetten stammt möglicherweise aus der Michelbacher Hütte. Der heutige Standort liegt am nicht sichtbaren, weil hier verrohrten Seelbach. Siehe auch Gusseiserne Brunnen im Taunus. Gegenüber dem Brunnen befindet sich ein weiteres Kulturdenkmal, die Hofanlage Hauptstraße 6. Das verputzte Wohnhaus mit Krüppelwalmdach aus der ersten Hälfte des 19. Jahrhunderts ist von Typ her zwischen dem Stil eines barocken Bauernhauses und einem biedermeierlichen Wohnhaustyp mit strenger Fassadenordnung und Mitteleingang angesiedelt.
Ein weiteres Kulturdenkmal ist das alte Feuerwehrhaus, ein kleiner Fachwerkbau aus dem 19. Jahrhundert.
Beim Dorfwettbewerb Unser Dorf hat Zukunft belegte Oberseelbach 2024 den 2. Platz der Region Landkreis Limburg-Weilburg, Rheingau-Taunus-Kreis und Wetteraukreis und qualifizierte sich so für den Landesentscheid 2025.

## Verkehr
Oberseelbach liegt an der Landesstraße L 3026, die als Westumgehung am Ort vorbeiführt und Idstein im Norden mit dem Kernort Niedernhausen im Süden verbindet. Sie kreuzt hier die Landesstraße L 3273, die parallel zum Taunuskamm von Heftrich im Nordosten durch den Ortskern und weiter über Niederseelbach nach Neuhof im Südwesten führt.